# Felip Alcàntara i Puig
Felip Alcàntara i Puig (Barcelona, 3 de febrer de 1888 - 4 de setembre de 1960) fou un compositor català.
Neix al núm. 12 del Passeig de Gràcia de Barcelona, fill de Joaquín de Alcántara nascut a Madrid i de Roser Puig i Vila natural de Barcelona.
Inicià els seus estudis musicals a Barcelona, passant a formar part de la congregació religiosa de Sant Francesc de Sales (salesians) a la mateixa ciutat. Més tard, marxa a Itàlia on depura els seus coneixements sobre composició. Quan torna compon diverses obres teatrals infantils dirigides a diferents centres escolars, les quals van tenir molta difusió.

## Obres

#### Música escènica
- Cadáveres ambulantes. Sarsuela (1 acte)
- Caperucita azul. Sarsuela (1 acte)
- Carabonita. Sarsuela (1 acte)
- El club terremoto. Sarsuela infantil (1 acte)
- El llanto de un ángel. Fantasia (1 acte)
- El rey chico; Érase una vez un rey. Conte escenificat
- La crítica de la velada. Escena còmica per a l’acabament d’una vetllada
- La cuna del Mesías. Poema dramàtic
- La sultana. Sarsuela (1 acte)
- La Virgen de la Ermita. Sarsuela (1 acte)
- Los dinamiteros, las secuestradoras. Disbarat còmica lírica (1 acte)
- Los pastores de la Judea. Comèdia (1 acte)
- Los sueños de Tinin. Capritx (1 acte)
- Nabal o El pastor de Belén. Sarsuela (1 acte)
- Pastorcillos de Belén. Tonteria (1 acte)
- Reyes y pastores. Sarsuela (2 actes)
- Zagalitas de Belén. “Tontería” (1 acte)
- ¡¡Valiente plancha!!. Sarsuela (1 acte)